# Francesc de Santcliment (ambaixador)
|  | Per a altres significats, vegeu «Francesc de Santcliment». |

Francesc de Santcliment (Lleida, segle xiv - 1366), senyor de Sarroca, d'Alcarràs, Montagut i Llardecans, va ser un cavaller i ambaixador català del llinatge dels Santcliment. Fill segon de Nicolau de Santcliment, segon senyor d'Alcarràs, Francesc de Santcliment pertanyia a una de les famílies més poderoses de l'oligarquia urbana de Lleida.

## Biografia
Francesc de Santcliment, important ciutadà de Lleida, entrà al servei de Pere el Cerimoniós, participà en la conquesta de Sardenya, hi rebé béns en feu i n'hi comprà d'altres, ja que residí a l'illa, on exercí càrrecs. També havia assajat la vida cortesana i havia arribat a ocupar el càrrec de majordom de l'infant Joan, primogènit del rei Pere el Cerimoniós, el qual l'envià com ambaixador a Avinyó el 1336 i com a defensor de la Vall d'Aran davant el bisbe de Comenge. Fundà la capella familiar a la Seu Vella de Lleida.
Va tenir tres fills: Pere de Santcliment, Francesc de Santcliment i Ramon de Santcliment i una filla: Francesca de Santcliment.